# 吳魯

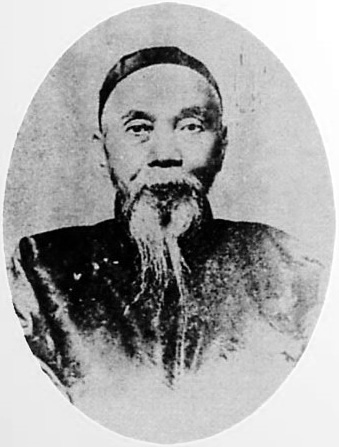
吳魯

吴鲁（1845年—1912年），字肃堂，号且园。福建晉江钱頭村人，祖籍浙江錢塘，清末政治人物、教育家、诗人，泉州歷史上最后一位状元。

## 生平
道光二十四年（1845年）生於臺灣府嘉義縣他里霧菜瓜寮（今臺灣雲林縣斗南鎮）。五岁開始上学，但因家境贫寒之故，八歲由父率回晉江。直至四十四歲後才考中乡试，光绪十六年（1890年）赴考庚寅恩科，殿试高居一甲第一名（状元）。授翰林院修撰，後历任陕西典试、安徽、云南学政、吉林提学使等，授正二品资政大夫。辛亥革命以后返回福建，寄居在台灣籍友人林爾嘉的住所。民国元年（1912年）病逝，享年68岁。

## 著作
吴鲁一生著作甚丰，诗作有“百哀诗”，还著有《蒙学初编》、《教育宗旨》、《国恤恭记》、《正气研斋汇稿》、《正气研斋遗诗》等。

## 故居
吴鲁故居位于晋江市池店镇钱头村，2001年1月被晋江市人民政府列入晋江市市级文物保护单位。